# Harrison Ford
Harrison Ford (* 13. července 1942 Chicago) je americký filmový herec. Jeho nejznámějšími rolemi jsou uštěpačný vesmírný pilot Han Solo ve filmové sérii Star Wars a vtipný, ale neústupný archeolog a zároveň akční hrdina Indiana Jones z filmu Dobyvatelé ztracené archy a jeho pokračování.
Podle údajů vyčíslených v lednu 2006 činil celkový hrubý příjem z prodeje filmů, v nichž účinkoval, přibližně 3,05 miliardy dolarů v USA a 5,65 miliardy celosvětově. To znamenalo druhé místo mezi nejlépe vydělávajícími herci na světě, hned za Tomem Hanksem.

## Život

### Rodina
Harrison Ford se narodil v Chicagu v americkém státě Illinois bývalé rozhlasové herečce Dorothy Nidelmanové (rozené 17. října 1917 v New Jersey jako Dora Nidelmanová) a reklamnímu manažerovi a bývalému herci Christopheru Fordovi (skutečným jménem John William Ford – 20. listopadu 1906 – 10. února 1999 New York). Prarodiče z matčiny strany Harry Nidelman a Anna Lifschutzová byli američtí židovští emigranti z běloruského Minsku, kteří se seznámili v Brooklynu a potom se přestěhovali do New Jersey. Rodiče z otcovy strany byli katolíci. John Fitzgerald Ford (americký Ir a estrádní umělec) a Florence Veronica Niehausová (americká Němka), Fordovi rodiče, byli levicového zaměření a nebyli členy žádné církve. Když se Forda novináři ptali, k jaké víře byl vychováván, odpověděl ve šprýmu, že je „demokrat“. Pokud Ford hovořil o tomto rodičovském odkazu, uváděl, že se cítí být „Irem jako člověk a židem jako herec“.

### Mládí
V roce 1960, Ford ukončil Maine East High School v Park Ridge v Illinois, kde, jak říká, si ho vybrali místní trapiči, dívky si ho nevšímaly a také byl shledán nadějným chlapcem. Nastoupil na univerzitu Ripon College ve Wisconsinu, na níž si především jako prostředek k seznámení se ženami jako vedlejší předmět zvolil drama. Do konce prvního roku byl členem folkové kapely jménem The Brothers Gross, kde hrál na gutbucket (kontrabas, který jako ozvučné těleso používá kovový škopek). Byl také členem studentského spolku Sigma Nu. Tři dny před ukončením studia ho vyhodili po tom, co propadl z hlavního předmětu filosofie. Také se obrátil na svého oblíbeného profesora Dr. Tyree (o kterém se zmiňuje ve filmu Indiana Jones a poslední křížová výprava) s žádostí o doporučení, aby se mohl vyhnout odvodu do války ve Vietnamu, ale ten ho nebyl ochoten napsat. Vzhledem k těmto událostem Ford přerušil styky s Ripponskou školou. Později, když se stal slavným, se tato malá škola opakovaně snažila kontakt opět navázat a využít jeho popularity, ale herec pomoc odmítl.

### Dospělost a herecké počátky
Forda začalo přitahovat herectví poměrně pozdě. V roce 1964, se přestěhoval do Los Angeles v Kalifornii, kde podepsal smlouvu s filmovou společností Columbia Pictures. Za 150 dolarů týdně hrál v rámci programu pro nové talenty malé role ve třech filmech. V titulcích westernu A Time for Killing z roku 1967 byl za svou malou roli uveden jako „Harrison J. Ford“, s přidaným „J“, ačkoliv neměl druhé jméno, aby se tak odlišil od jiného herce Harrisona Forda, který hrál ještě v němém filmu a zemřel v roce 1957.
Následně přešel do společnosti Universal Studios a dostával malé televizní role. Kvůli nedostatečným hereckým nabídkám a protože musel podporovat svou tehdejší manželku a dva malé syny, stal se profesionálním tesařem – samoukem, přičemž byl i pódiovým technikem populární rockové kapely The Doors. Díky tesařině se stal nezávislým, role si vybíral a první významnější získal v roce 1973 v nízkorozpočtovém snímku tehdy neznámého George Lucase Americké graffiti (American Graffiti) s pěti nominacemi na Oscara.

## Ford slavným hercem
Během tesařské práce také náhodou přišel k jedné ze svých nejslavnějších rolí. V roce 1975 režisér George Lucas najal Forda, aby mu doma sestavil několik skříní a přitom mu nechal číst texty, které měly sloužit pro výběr herců do prvního dílu Hvězdných válek. Steven Spielberg, který byl při tom, byl údajně první, kdo si všiml, že se Ford dobře hodí na roli Hana Sola.
Ford se stal hvězdou právě jako Han Solo v prvním ze tří filmů Hvězdné války. Chtěl, aby jeho postava ve třetím filmu zemřela a poukazoval na to, že to filmu dodá na dramatičnosti. George Lucas s ním však nesouhlasil. Další velkou rolí byl Indiana Jones v Dobyvatelích ztracené archy a dalších pokračováních. Následoval Jack Ryan ve filmu Vysoká hra patriotů (Patriot Games) a Jasné nebezpečí (Clear and Present Danger) Toma Clancyho'. Mezi další známé Fordovy filmy patří Blade Runner, Svědek (Witness), Uprchlík (The Fugitive), a remake filmu Sabrina. Ačkoliv většinou hrál vůdce nebo hrdinu v mnoha akčních filmech, je možné ho vidět i jako cizoložného manžela s hrozným tajemstvím v duchařském filmu Pod povrchem (What Lies Beneath).
Mnohé ze svých hlavních filmových rolí dostal shodou zvláštních okolností. Hana Sola díky čtení textů určených pro jiné herce, Indianu Jonese, protože herec Tom Selleck nemohl hrát a Jacka Ryana částečně pro nepřiměřené honorářové požadavky Aleca Baldwina (Baldwin předtím hrál v Honu na ponorku (The Hunt for Red October)). Ačkoliv některé z jeho nejuznávanějších prací spadají do žánru science-fiction, což se týká Hvězdných válek a klasického kultovního snímku Blade Runner, později řekl, že patřily k jeho nejméně oblíbeným a k tomuto žánru se nechce vracet.
Guinnessova kniha rekordů z roku 2001 jej uvádí jako nejbohatšího žijícího herce. Jeho vykázaná odměna za film K-19: Stroj na smrt (K-19: The Widowmaker) z roku 2002 přesáhla 25 milionů dolarů. Dvacet sedm filmů, ve kterých hrál hlavní role mu vyneslo hrubý příjem přes 3,3 miliardy dolarů.
Ačkoliv je jedním z finančně nejúspěšnějších herců své generace, dostalo se mu pouze jediné nominace na cenu Americké filmové akademie Oscar v kategorii nejlepší herec za film Svědek (Witness, 1985). V roce 1999 obdržel cenu za celoživotní dílo od Amerického filmového institutu a 2. června 2003 také svou hvězdu před kinem Kodak Theatre na ulici 6801 Hollywood Blvd.
Fordova popularita se v posledních letech poněkud snížila. Filmy K-19 a Detektivové z Hollywoodu (Hollywood Homicide) byly finančně neúspěšné, v roce 2004 odmítl hlavní roli v politickém thrilleru Syriana, kterou místo něj ztvárnil George Clooney, dostal za ni Oscara a Ford později uznal, že udělal chybu.
V roce 2007 Steven Spielberg konečně dostal do rukou scénář, se kterým byl spokojen, a tak se s Harrisonem Fordem v hlavní roli pustili v červnu 2007 do natáčení čtvrtého dílu o svérázném archeologovi, Indianu Jonesovi. Světová premiéra se konala 18. května 2008 na festivalu v Cannes, česká premiéra, společně s ostatními zeměmi na světě, se konala 22. května 2008. Ford dokonce potvrdil, že by se rád vrátil do role Indiana Jonese i v pátém dílu, ale pouze tehdy, pokud by se s natáčením začalo brzy, tedy v době, kdy bude ještě fyzicky schopný tuto roli hrát.

## Osobní život

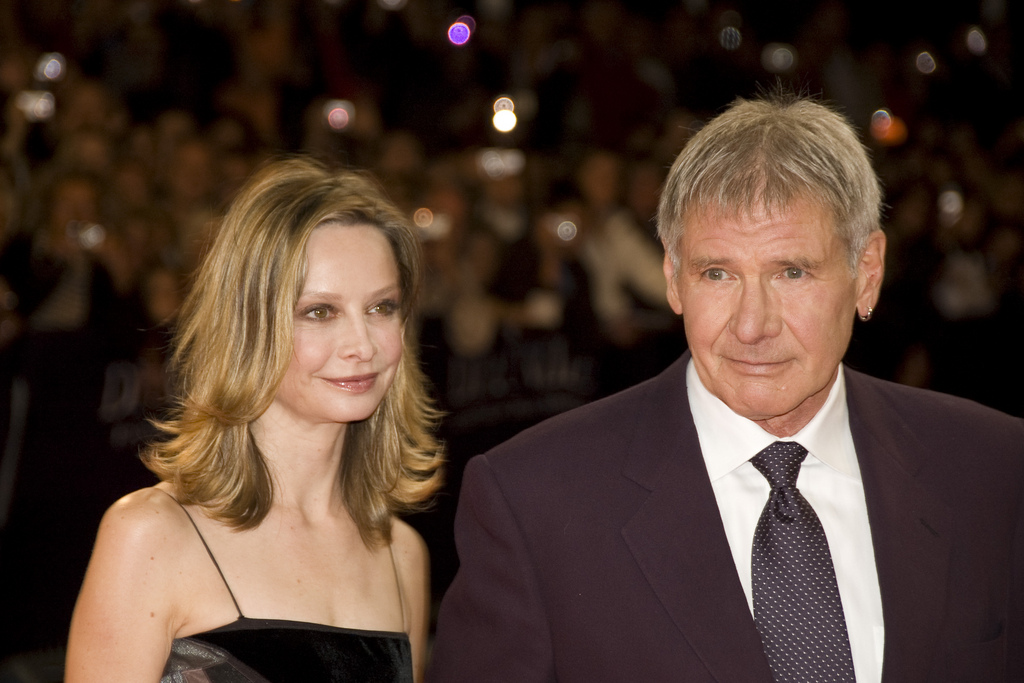
Ford se svou manželkou Calistou Flockhart

Ford byl třikrát ženatý. V roce 1964 se oženil s Mary Marquardtovou, se kterou se v roce 1979 rozvedl. Z tohoto manželství se narodili dva synové. Benjamin (* 1967) a Willard (* 1969). Dne 14. března 1983 se znovu oženil s Melissou Mathisonovou, scenáristkou filmů Černý hřebec (The Black Stallion),  Kundun - život dalajlámy (Kundun) a E.T. - Mimozemšťan (E.T. The Extra-Terrestrial). S ní má dvě děti: syna Malcolma, narozeného 10. března 1987 a dceru Georgiu, narozenou 30. června 1990. Mathisonová požádala o rozvod 23. srpna 2001, v lednu 2004 byli rozvedeni a tento rozvod se stal jedním z nejdražších v Hollywoodské historii. Od roku 2002 je Fordovou partnerkou herečka Calista Flockhart, známá jako představitelka hlavní role ze seriálu Ally McBealová, se kterou se v červnu 2010 oženil.
Ford věnuje čas a peníze také ochraně přírody. Vlastní 800 akrový (3,2 km²) ranč v Jackson Hole ve Wyomingu, jehož přibližně polovinu věnoval přírodní rezervaci. Je ve správní radě neziskové organizace Conservation International, která se věnuje zachování zemské biodiversity.
Jeho zálibou je létání. Pilotuje letadlo i helikoptéru, se kterou v několika případech podle nařízení místních úřadů osobně poskytl pomoc a v jednom případě zachránil život turistovi postiženému dehydratací. S helikoptérou 23. října 1999 také havaroval během tréninkového přistávacího manévru, kdy ji převrátil na stranu. Jemu ani leteckému instruktorovi se nic nestalo. V současné době je předsedou programu Young Eagle Asociace experimentálního létání (Experimental Aircraft Association (EAA)). Tuto funkci převzal po známém válečném pilotu Charlesi Yeagerovi.
Hudebníkovi Jimmymu Buffetovi pomáhal nahrávat práskání bičem (což se naučil během natáčení Dobyvatelů ztracené archy) a tyto zvuky byly použity ve skladbě Desperation Samba (Halloween in Tijuana).
Patří k těm Hollywoodským hercům, kteří úzkostlivě střeží své soukromí. Mimo propagační akce filmů se v médiích objevuje jen velmi vzácně a dává přednost pobytu ve svém domě ve Wyomingu. Za nejsilnějšího protivníka, který narušuje jeho soukromí, považuje internet.
Ačkoliv nemá rád veřejné projevy, objevil se jednou před podvýborem senátu Spojených států pro podporu tibetského lidu. Jeho záměrem bylo zabránit Číně v získání doložky nejvyšších výhod kvůli její okupaci Tibetu. Výsledkem bylo, že mu Čínská lidová republika do Tibetu zakázala vstup.
I když obvykle nekomentuje politické události, v roce 2003 v rozhovoru pro španělské noviny odsoudil válku v Iráku. Kritizoval šíření střelných zbraní v USA, což vyvolalo určitou kontroverzi vzhledem k tomu, že ve většině filmů tyto zbraně sám používá. Projevil také svůj nesouhlas s odvoláním kalifornského guvernéra Graye Davise a varoval před jeho nahrazením republikánským kandidátem hercem Arnoldem Schwarzeneggerem, přičemž prohlašoval, že to bude pro tento stát znamenat katastrofu.

## Zajímavosti
- Má hvězdu na Hollywoodském chodníku slávy.
- Od roku 1993 je po něm pojmenovaný druh pavouka s druhovým jménem Calponia harrisonfordi.
- Od roku 1995 je po něm pojmenován druh mravence, který se jmenuje Pheidole harrisonfordi.
- V peruánském národním parku Otishi objevil v r. 2022 tým vědců z Německa, Spojených států a Peru dosud nepopsaný druh hada. Plaza se rozhodli pojmenovat Tachymenoides harrisonfordi.

## Vybraná filmografie
| Rok  | Název                                       | Role                       | Poznámka / ocenění        |
| ---- | ------------------------------------------- | -------------------------- | ------------------------- |
| 1973 | Americké graffiti                           | Bob Falfa                  |                           |
| 1974 | Rozhovor                                    | Martin Stett               |                           |
| 1977 | Star Wars: Epizoda IV – Nová naděje         | Han Solo                   |                           |
| 1977 | Smutní hrdinové                             | Ken Boyd                   |                           |
| 1978 | Oddíl 10 z Navarone                         | podplukovník Mike Barnsby  |                           |
| 1978 | The Star Wars Holiday Special               | Han Solo                   | vánoční televizní speciál |
| 1979 | Hanover Street                              | David Halloran             |                           |
| 1979 | More American Graffiti                      | strážník Bob Falfa         |                           |
| 1979 | Apokalypsa                                  | plukovník Lucas            |                           |
| 1979 | Rabín a zloděj                              | Tommy Lillard              |                           |
| 1980 | Star Wars: Epizoda V – Impérium vrací úder  | Han Solo                   |                           |
| 1981 | Dobyvatelé ztracené archy                   | Indiana Jones              |                           |
| 1982 | Blade Runner                                | Rick Deckard               |                           |
| 1983 | Star Wars: Epizoda VI – Návrat Jediů        | Han Solo                   |                           |
| 1984 | Indiana Jones a chrám zkázy                 | Indiana Jones              |                           |
| 1985 | Svědek                                      | detektiv kapitán John Book |                           |
| 1986 | Pobřeží moskytů                             | Allie Fox                  |                           |
| 1988 | 48 hodin v Paříži                           | Dr. Richard Walker         |                           |
| 1988 | Podnikavá dívka                             | Jack Trainer               |                           |
| 1989 | Indiana Jones a poslední křížová výprava    | Indiana Jones              |                           |
| 1990 | Podezření                                   | Rusty Sabich               |                           |
| 1991 | Myslete na Henryho                          | Henry Turner               |                           |
| 1992 | Vysoká hra patriotů                         | Jack Ryan                  |                           |
| 1993 | Mladý Indiana Jones                         | Indiana Jones              | televizní film            |
| 1993 | Uprchlík                                    | Dr. Richard Kimble         |                           |
| 1994 | Jasné nebezpečí                             | Jack Ryan                  |                           |
| 1995 | Sabrina                                     | Linus Larrabee             |                           |
| 1997 | Air Force One                               | prezident James Marshall   |                           |
| 1997 | Tichý nepřítel                              | Tom O'Meara                |                           |
| 1998 | Šest dní, sedm nocí                         | Quinn Harris               |                           |
| 1999 | Náhodné setkání                             | „Dutch“ Van Den Broeck     |                           |
| 2000 | Pod povrchem                                | Dr. Norman Spencer         |                           |
| 2002 | K-19: Stroj na smrt                         | Alexej Vostrikov           |                           |
| 2003 | Detektivové z Hollywoodu                    | Joe Gavilan                |                           |
| 2006 | Firewall                                    | Jack Stanfield             |                           |
| 2008 | Indiana Jones a království křišťálové lebky | Indiana Jones              |                           |
| 2010 | Hezké vstávání                              | Mike Pomeroy               |                           |
| 2010 | Těžká rozhodnutí                            | Harrison Ford              |                           |
| 2011 | Kovbojové a vetřelci                        | Woodrow Dolarhyde          |                           |
| 2013 | Enderova hra                                | Hyrum Graff                |                           |
| 2013 | Zprávař 2 – Legenda pokračuje               | Mack Tannen                |                           |
| 2013 | 42                                          | Branch Rickey              |                           |
| 2014 | Expendables: Postradatelní 3                | Max Drummer                |                           |
| 2015 | Věčně mladá                                 | William                    |                           |
| 2015 | Star Wars: Síla se probouzí                 | Han Solo                   |                           |
| 2017 | Blade Runner 2049                           | Rick Deckard               |                           |
| 2019 | Star Wars: Vzestup Skywalkera               | Han Solo                   |                           |
| 2019 | Tajný život mazlíčků 2                      | Rooster (hlas)             |                           |
| 2020 | Volání divočiny                             | John Thornton              |                           |
| 2023 | Indiana Jones a nástroj osudu               | Indiana Jones              |                           |
| 2025 | Captain America: Nový svět                  | Thunderbolt Ross           |                           |